# Laura McLeod-Katjirua
Laura Veendapi McLeod-Katjirua là một chính trị gia người Namibia. Bà từng là Thống đốc vùng Khomas từ năm 2012 và là Tổng thư ký của SWAPO kể từ năm 2012. Trước đây bà là Thống đốc vùng Omaheke từ 2001 đến 2012. Bà được Tổng thống Namibia Hifikepunye Pohamba chuyển đến vùng Khomas sau khi bà được bầu làm Phó Tổng thư ký của SWAPO vào ngày 2 tháng 12 năm 2012.

## Cuộc sống và giáo dục ban đầu
Laura McLeod lớn lên ở Gobabis, thủ phủ của vùng Omaheke. Bà đã đi lưu vong tại Zambia vào năm 1975 khi còn là một thiếu niên và hoàn thành giáo dục trung học tại Trung tâm Giáo dục Nyango vào năm 1978. Bà tốt nghiệp với bằng Quản trị Công của Học viện Quốc gia Namibia, và bằng Cao đẳng của Quốc gia. Viện Hành chính công năm 1982, cả hai đều nằm ở Lusaka. McLeod sau đó đi lại giữa Botswana, Angola và Đông Đức và trở về Namibia vào năm 1989. Khi xảy ra cuộc chiến giành độc lập ở Namibia vào năm 1990, bà làm việc như một kỹ thuật viên nông nghiệp.

## Sự nghiệp chính trị
McLeod được bầu làm Ủy viên Hội đồng khu vực cho Vùng Omaheke năm 2001, và Thống đốc vào năm 2002. Bà là nữ thống đốc đầu tiên của Omaheke. Cùng năm đó, bà được bầu vào Ủy ban Trung ương SWAPO. Vào tháng 12 năm 2012, bà được bầu làm Phó Tổng thư ký SWAPO, một vị trí được coi là số bốn trong hệ thống phân cấp SWAPO.